# Zamboanga (poluotok)
Poluotok Zamboanga je poluotok i jedna od 17 regija u Filipinima. Središte regije je u gradu Pagadian Cityju. Regija je poznata i kao Regija IX, a ranije je zvana Zapadni Mindanao.

## Stanovništvo
Prema podacima iz 2010. godine u regiji živi 3.407.353 stanovnika dok je prosječna gustoća naseljenosti 203 stanovnika na km². Četiri glavna jezika u Zamboangu su Zamboangueño Chavacano, Cebuano, Subanon i Tausog.

## Podjela
Regija je podjeljena na tri provincija, dva nezavisna grada, 67 općina i 1.904 barangaya. 
| Provincija/Grad     | Središte      | Stanovnika (2010.) | Površina (km²) | Gustoća (na km²) |
| ------------------- | ------------- | ------------------ | -------------- | ---------------- |
| Zamboanga del Norte | Dipolog City  | 957.997            | 7.301.0        | 131.2            |
| Zamboanga del Sur   | Pagadian City | 959.685            | 4.499,5        | 213,2            |
| Zamboanga Sibugay   | Ipil          | 584.685            | 3.607,8        | 162              |
|                     |               |                    |                |                  |
| Zamboanga City      |               | 807.129            | 1.483,4        | 544,1            |
| Isabela City¹       | —             | 97.857             | 140,7          | 695,5            |